# NRU (réacteur)
Pour les articles homonymes, voir NRU.
Le National Research Universal Reactor (NRU, en français : réacteur national de recherche) était un réacteur nucléaire de recherche de 135 MW construit dans les laboratoires de Chalk River, en Ontario, l’une des installations scientifiques nationales du Canada. Il s’agissait d’une installation scientifique polyvalente qui remplissait trois rôles principaux. Il a généré des radionucléides utilisés pour traiter ou diagnostiquer plus de 20 millions de personnes dans 80 pays chaque année (et, dans une moindre mesure, d’autres isotopes utilisés à des fins non médicales). C’est la source de neutrons du Centre canadien de faisceaux de neutrons (en) du CNRC : un centre de recherche sur les matériaux qui est né des travaux de Bertram Brockhouse, lauréat du prix Nobel de physique. Il s’agissait également d’un banc d’essai pour Énergie atomique du Canada limitée (EACL) afin de mettre au point des combustibles et des matériaux pour le réacteur CANDU. Au moment de sa mise hors service le 31 mars 2018, il s’agissait du plus ancien réacteur nucléaire en exploitation au monde.

## Histoire
La conception du réacteur NRU a commencé en 1949. Il s’agit fondamentalement d’une conception canadienne, considérablement avancée par rapport au NRX. Il a été construit pour succéder au réacteur NRX du Projet d’énergie atomique du Conseil national de recherches Canada aux laboratoires de Chalk River. Le réacteur NRX était la source de neutrons la plus intense au monde lorsqu’il a été mis en service en 1947. Comme on ne savait pas combien de temps on pouvait s’attendre à ce qu’un réacteur de recherche fonctionne, la direction des Laboratoires de Chalk River a commencé à planifier le réacteur NRU afin d’assurer la continuité des programmes de recherche.
Le NRU est devenu « critique » le 3 novembre 1957, une décennie après le NRX, et était dix fois plus puissant. Il a été initialement conçu comme un réacteur de 200 MW, alimenté à l’uranium naturel. En 1964, le réacteur NRU a été converti à 60 MW avec du combustible à l’uranium hautement enrichi (UHE/HEU) et une troisième fois en 1991 à 135 MW fonctionnant à l’uranium faiblement enrichi (UFE/LEU).
Le samedi 24 mai 1958, le NRU a subi un grave accident,,. Une barre de combustible d’uranium endommagée a pris feu et s'est cassée en deux alors qu’elle était retirée du cœur. L’incendie a été éteint, mais une quantité importante de produits de combustion radioactifs a contaminé l’intérieur du bâtiment du réacteur et, dans une moindre mesure, une zone du site du laboratoire environnant. Le nettoyage et la réparation ont duré trois mois. Le réacteur NRU a repris ses activités en août 1958. Des précautions ont été prises pour s’assurer que personne n’était exposé à des niveaux dangereux de rayonnement et le personnel impliqué dans le nettoyage a été surveillé au cours des décennies suivantes. Un caporal du nom de Bjarnie Hannibal Paulson, qui était à la corvée de nettoyage, a développé des cancers de la peau inhabituels et a reçu une pension d’invalidité,.
La calandre du NRU, la cuve qui contient ses réactions nucléaires, est en aluminium et a été remplacée en 1971 en raison de la corrosion. La calandre n’a pas été remplacée depuis, bien qu’un deuxième remplacement soit probablement nécessaire. L’un des avantages de la conception du NRU est qu’il peut être démonté pour permettre la mise à niveau et la réparation.
En octobre 1986, le réacteur NRU a été reconnu comme un monument historique nucléaire par l’American Nuclear Society. Depuis que le NRX a été mis hors service en 1992, après 45 ans de service, il n’y a pas eu de solution de secours pour le NRU.
En 1994, Bertram Brockhouse a reçu le prix Nobel de physique pour ses travaux pionniers menés dans les réacteurs NRX et NRU dans les années 1950. Il a donné naissance à une technique scientifique qui est aujourd’hui utilisée dans le monde entier.
En 1996, EACL a informé la Commission canadienne de sûreté nucléaire (alors connue sous le nom de Commission de contrôle de l'énergie atomique) que l’exploitation du réacteur NRU ne se poursuivrait pas au-delà du 31 décembre 2005. On s’attendait à ce qu’une installation de remplacement soit construite à cette époque. Cependant, aucun réacteur de remplacement n’a été construit et, en 2003, EACL a informé la CCSN qu’elle avait l’intention de poursuivre l’exploitation du réacteur NRU au-delà de décembre 2005. Le permis d’exploitation a d’abord été prolongé jusqu’au 31 juillet 2006, puis un renouvellement de permis de 63 mois a été obtenu en juillet 2006, ce qui a permis l’exploitation du réacteur NRU jusqu’au 31 octobre 2011.
En mai 2007, le réacteur NRU a établi un nouveau record de production d’isotopes médicaux.
En juin 2007, un nouvel instrument de diffusion de neutrons a été inauguré sur le réacteur NRU. Le réflectomètre à neutrons D3 est conçu pour examiner les surfaces, les couches minces et les interfaces. La technique de réflectométrie neutronique est capable de fournir des informations uniques sur les matériaux à l’échelle de la longueur nanométrique.

### Arrêt de 2007
Le 18 novembre 2007, le réacteur NRU a été mis à l’arrêt pour des travaux d’entretien courant. Cet arrêt a été volontairement prolongé lorsqu'EACL a décidé d’installer des systèmes d’alimentation de secours (EPS) qualifiés sismiquement sur deux des pompes de refroidissement du réacteur (en plus des systèmes d’alimentation de secours en courant alternatif et en courant continu déjà en place), comme l’exigeait la Commission canadienne de sûreté nucléaire (CCSN) dans le cadre de la prolongation de son permis d’exploitation en août 2006. Il en est résulté une pénurie mondiale de radio-isotopes pour les traitements médicaux parce qu’EACL n’avait pas pris de dispositions préalables pour un autre approvisionnement. Le 11 décembre 2007, la Chambre des communes du Canada, agissant selon ce que le gouvernement a décrit comme l'avis d’un « expert indépendant », a adopté une loi d’urgence autorisant le redémarrage du réacteur NRU avec l’un des deux raccordements sismiques terminés (une pompe étant suffisante pour refroidir le cœur) et autorisant l’exploitation du réacteur pendant 120 jours sans l’approbation de la CCSN. Le projet de loi C-38, a été adopté par le Sénat et a reçu la sanction royale le 12 décembre. Le premier ministre Stephen Harper a accusé la CCSN, « nommée par les libéraux », d’être responsable de cette fermeture qui « a mis en péril la santé et la sécurité de dizaines de milliers de Canadiens ». D’autres ont estimé que les mesures et les priorités du premier ministre et du gouvernement visaient à protéger la vente éventuelle d’EACL à des investisseurs privés,,,. Le gouvernement a par la suite annoncé son intention de vendre une partie d’EACL en mai 2009.
Le réacteur NRU a été redémarré le 16 décembre 2007.
Le 29 janvier 2008, l’ancienne présidente de la CCSN, Linda Keen, a témoigné devant un comité parlementaire que le risque de défaillance du combustible dans le réacteur NRU était de « 1 sur 1000 ans » et a affirmé qu’il s’agissait d’un risque mille fois plus élevé que la « norme internationale ». Ces affirmations ont été réfutées par EACL.
Le 2 février 2008, le deuxième système qualifié sismiquement a été terminé. Ce délai se situait bien en deçà de la période de 120 jours prévue par le projet de loi C-38.

### Arrêt de 2009
À la mi-mai 2009, une fuite d’eau lourde à la base de la cuve du réacteur a été détectée, ce qui a entraîné l’arrêt temporaire du réacteur. La fuite a été estimée à 5 kg (< 5 litres) par heure, et due à la corrosion. Il s’agit de la deuxième fuite d’eau lourde depuis la fin de 2008. Le réacteur a été déchargé de son combustible et vidé de tout son modérateur d’eau lourde. Aucun niveau administratif de radioactivité n’a été dépassé, lors de la fuite ou du déchargement du combustible, et toute l’eau qui s’est échappée a été confinée et traitée sur place.
Le réacteur est resté à l’arrêt jusqu’en août 2010. Le long arrêt a été nécessaire pour décharger le combustible du réacteur, déterminer toute l’étendue de la corrosion de la cuve et, enfin, effectuer les réparations, le tout avec un accès éloigné et restreint à une distance minimale de 8 mètres en raison des champs radioactifs résiduels dans la cuve du réacteur. L’arrêt de 2009 s’est produit à un moment où un seul des quatre autres réacteurs réguliers d’approvisionnement en isotopes médicaux dans le monde produisait, ce qui a entraîné une pénurie mondiale.

### Démantèlement
Le 31 mars 2018, à la suite de l’ordre du gouvernement de cesser ses activités, le réacteur NRU a été définitivement fermé avant le déclassement prévu en 2028,.